# Хэлберт, Чарлз Эштон
Чарлз Эштон Хэлберт (Халберт, англ. Charles Ashton Halbert; 25 апреля 1880 — 31 января 1971) — общественный деятель Сент-Китса и Невиса.

## Биография
Родился на острове Невис. В возрасте шестнадцати лет получил сертификат учителя, однако сперва работал в лавке, затем в судовых агентствах на Сент-Китсе и Невисе, а в 1904—1911 гг. в Доминиканской республике. Вплоть до 1940 года занимал должность судового агента на правительственных складах в Бастере.
На деньги, которые он смог накопить в Санто-Доминго, занялся продажей канцтоваров и в 1915 году открыл в Бастере книжный магазин. В 1920-е гг. магазин Хэлберта стал центром распространения на острове литературы социалистического, прогрессивного направления (в частности, поставляемой из Англии Фабианским обществом), в магазине висел портрет Маркуса Гарви. В 1930-е гг. Хэлберт открыл второй магазин в Чарлстауне на острове Невис. Завсегдатаем книжного магазина Хэлберта был будущий первый премьер-министр Сент-Китса и Невиса Роберт Лливеллин Брэдшоу, на которого Хэлберт оказал значительное интеллектуальное и просветительское влияние как наставник. В 1943 году открыл в Чарлстауне народную читальню. 
Принимал активное участие в создании на Сент-Китсе и Невисе Лиги рабочих (1932) и первого профсоюза (1940), до конца жизни публиковался в профсоюзной газете The Labour Spokesman. Во время забастовки 1940 года сыграл важную роль в открытии продовольственного распределительного центра в Айриш-Тауне, помогавшего бастующим рабочим и их семьям.

## Память
Имя Хэлберта носит Национальная библиотека Сент-Китса и Невиса.